# Albert Bruylandt
Albert Bruylandt (Stabroek, Ninove, 4 de setembre de 1921) fou un ciclista belga, professional des del 1941 fins al 1955. Es va especialitzar en el ciclisme en pista. Va aconseguir 4 victòries en curses de sis dies.

## Palmarès
- 1948
  - 1r als Sis dies d'Anvers (amb René Adriaenssens)
- 1951
  - 1r als Sis dies de Gant (amb René Adriaenssens)
  - 1r als Sis dies de Londres (amb René Adriaenssens)
  - 1r als Sis dies de París (amb René Adriaenssens)